# 台灣野豬
臺灣野豬（學名：Sus scrofa taivanus），是臺灣特有的野豬亞種。分布範圍廣，從低海拔山麓到海拔2000~3000公尺的高山都有其蹤跡。

## 性征
雌雄都有獠牙，但雄性的特徵較為明顯。

## 食物
臺灣野豬為雜食性，但主要食糧仍來自植物的根莖。一般來說，通常先食用容易獲取的地上食物，如容易取得的嫩葉、塊根、漿果、農作物等。地上食物不足後才會轉而拱地以利用地面下食物。